# Сри Вахюни Агустиани
Шри Вахуни Агустиани (индон. Sri Wahyuni Agustiani, 13 августа 1994, Бандунг) — индонезийская тяжелоатлетка, серебряный призер Олимпийских игр 2016 года.

## Карьера
Шри стала серебряным призёром Игр в Рио-де-Жанейро. 20 августа 2017 года завоевала бронзовую медаль на Универсиаде-2017.
Помимо этих достижений индонезийская спортсменка стала серебряным призёром на Азиатских играх в Инчхоне, а также вице-чемпионкой Азии на турнире в Астане.

## Результаты
| Год              | Город проведения соревнований | Категория        | Рывок            | Рывок            | Рывок            | Рывок            | Толчок           | Толчок           | Толчок           | Толчок           | Сумма            | Место            |
| Год              | Город проведения соревнований | Категория        | 1                | 2                | 3                | Место            | 1                | 2                | 3                | Место            | Сумма            | Место            |
| Олимпийские игры | Олимпийские игры              | Олимпийские игры | Олимпийские игры | Олимпийские игры | Олимпийские игры | Олимпийские игры | Олимпийские игры | Олимпийские игры | Олимпийские игры | Олимпийские игры | Олимпийские игры | Олимпийские игры |
| ---------------- | ----------------------------- | ---------------- | ---------------- | ---------------- | ---------------- | ---------------- | ---------------- | ---------------- | ---------------- | ---------------- | ---------------- | ---------------- |
| 2016             | Рио-де-Жанейро, Бразилия      | до 48 кг         | 82               | 85               | 87               | 2                | 107              | 115              | 115              | 2                | 192              | 2                |
| Чемпионат мира   |                               |                  |                  |                  |                  |                  |                  |                  |                  |                  |                  |                  |
| 2015             | Хьюстон, США                  | до 48 кг         | 74               | 78               | 78               | 18               | 100              | 103              | 104              | 9                | 182              | 10               |
| 2014             | Алматы, Казахстан             | до 48 кг         | 75               | 77               | 80               | 9                | 99               | 101              | 106              | 3                | 183              | 4                |
| Универсиада      |                               |                  |                  |                  |                  |                  |                  |                  |                  |                  |                  |                  |
| 2017             | Тайбэй, Китайская Республика  | до 48 кг         | 77               | 77               | 82               | 3                | 100              | 100              | 106              | 3                | 177              | 3                |